# Erlöserkirche (Hamburg-Farmsen-Berne)

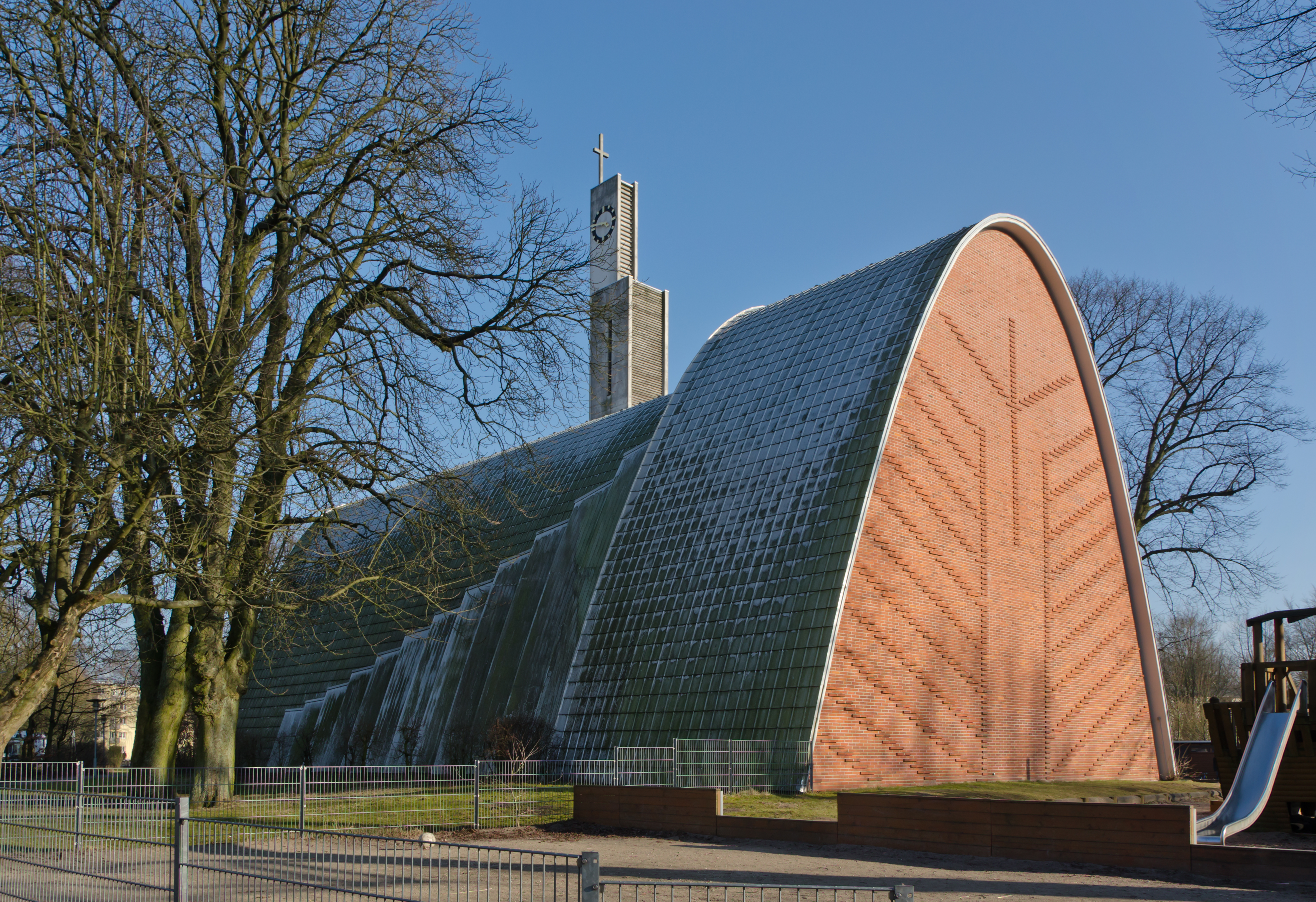
Ansicht von Westen

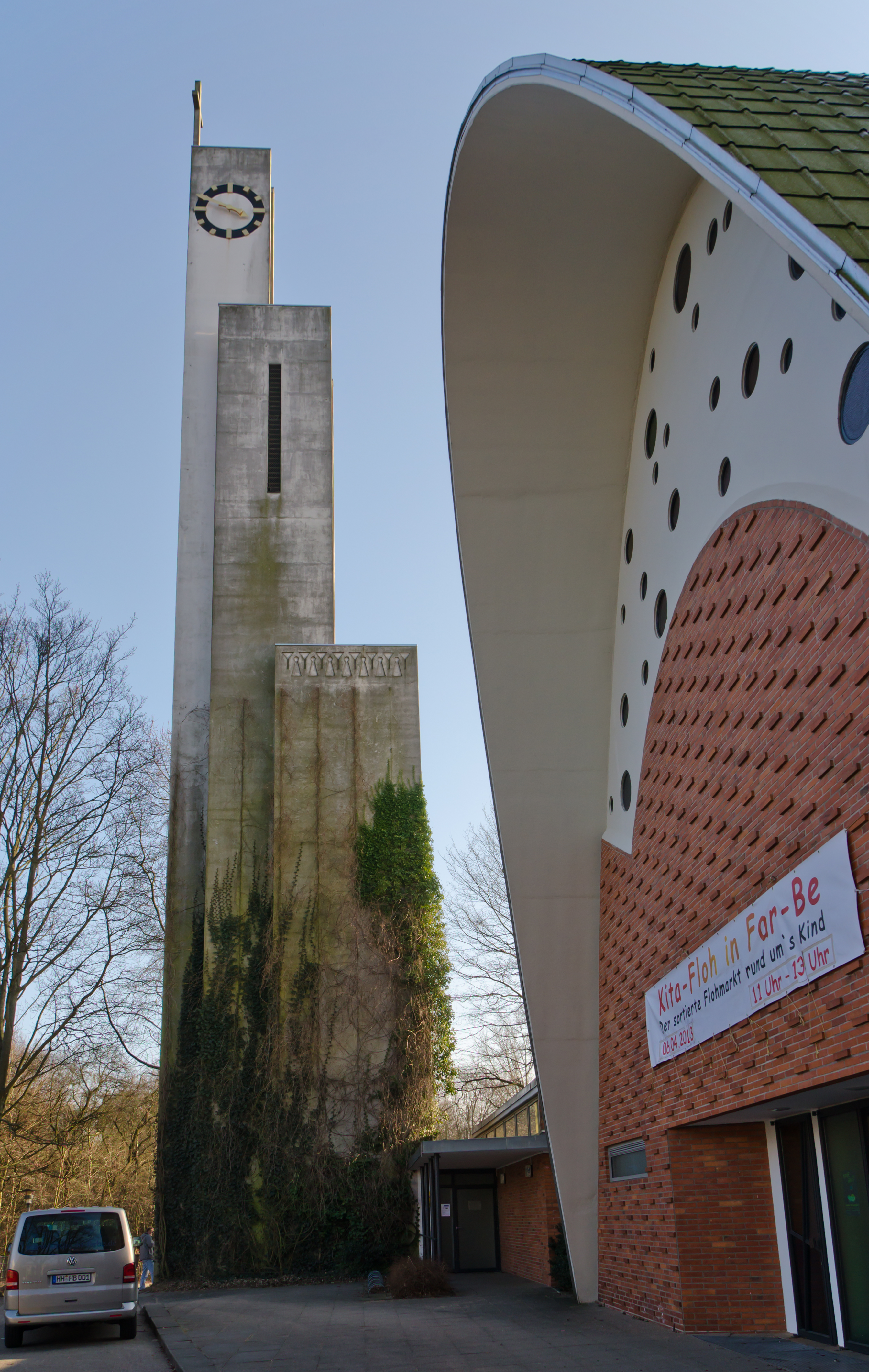
Eingangsansicht mit Turm

Die evangelisch-lutherische Erlöserkirche (ⓘ) in Hamburg-Farmsen-Berne liegt von den großen Straßen etwas entfernt zwischen dem Bramfelder Weg und der Straße Am Luisenhof. Sie gehört zur von Hans Bernhard Reichow und Otto Gühlk konzipierten Gartenstadt Farmsen.

## Bau der Kirche
Das Gebäude verbindet moderne und traditionelle Formen und Materialien und gehört durch seine eigenwillige Gestaltung zu den beachtenswertesten Kirchenbauten der Nachkriegszeit in Hamburg. Der Bau erstreckte sich unter der Leitung von Kurt Schwarze von 1957 bis 1960. Das Kirchenschiff besteht aus zwei mit Aluminium verkleideten ineinander geschobenen Stahlbetonschalen mit parabelförmigem Querschnitt, die sich zu Fensterschlitzen auffalten. Die Fassaden der Ost- und Westseite sind mit aufwendigen, differenziert gemusterten Backsteinverkleidungen verziert. Außenbau und Innenraum stimmen konsequent überein. Die schlanke, 37 m hohe und von einem 4 m hohen Kreuz gekrönte Turmstele aus Betonscheiben ist ebenfalls zeittypisch durch einen niedrigen Verbindungsbau an das Kirchenschiff angebunden.
Im Laufe der Nutzung wurden nach und nach weitere Gebäude locker um die Kirche gruppiert. Heute befinden sich in unmittelbarer Nähe auch das Pastorat, das Gemeindehaus und ein Kindergarten.
Im Jahre 1995 wurde die gesamte Kirche durch Bernhard Hirche restauriert, der zeitgleich die ursprünglich kontrastreiche Farbgebung im Innenraum auf weiß und grau abgestufte Farbtönungen umstellte.

## Innenausstattung
Der Innenraum besticht vor allem durch seine gekonnte Lichtführung. Die Verglasung der Fensterschlitze entwarf Ulrich Knispel so, dass der Lichteinfall im Inneren als indirekt empfunden wird. Der Altarbezirk setzt sich hell gegen den Gemeinderaum ab, er ist etwas breiter und höher als dieser und durch das verbindende Glasband nimmt die Beleuchtung zum Altar hin deutlich zu. Der Innenraum weist viele für seine Entstehungszeit typische Elemente auf, dazu gehören die bunt verglasten Rundfenster über dem Eingang und auch die unregelmäßig angeordneten Schalllöcher in der Altarwand. Diese Löcher beleben nicht nur optisch die Wand, sondern sind genau berechnet und bewirken eine sehr gute Akustik im Raum.
Die Fensterbänder sind nach Osten ausgerichtet und beleuchten so den unüblicherweise im Westen der Kirche stehenden Altar am Vormittag, zur üblichen Gottesdienstzeit, mit sich beständig ändernden leuchtenden und bunten Farben.
Das den Innenraum beherrschende Bronzerelief über dem Altar, das das Haupt des Gekreuzigten darstellt und das entscheidend für die Namensgebung der Kirche war, stammt von Robert Müller-Warnke. Er hat auch den Taufstein und die Altarleuchter entworfen. Besondere Beachtung fand bei der Einweihung das kostbare, speziell für diese Kirche entworfene Abendmahlsgerät der Künstlerin Ragna Sperschneider.

## Glocken
Im Turm befinden sich vier im Jahre 1959 gegossene Bronzeglocken der Glockengießerei Schilling aus Heidelberg.
| Nr. | Durchmesser (mm) | Masse (kg) | Schlagton | Inschrift                                                                         | Bibelstelle  |
| 1   | 1030             | 670        | g1        | Am Anfang war das Wort, und das Wort war bei Gott, und Gott war das Wort.         | (Joh 1,1 )   |
| 2   | 910              | 500        | a1        | Land, Land, Land, höre des Herren Wort.                                           | (Jer 22,29 ) |
| 3   | 760              | 280        | c2        | Ehre sei Gott in der Höhe und Frieden auf Erden und den Menschen ein Wohlgefallen | (Lk 2,14 )   |
| 4   | 670              | 200        | d2        | Wer aber beharret bis ans Ende, der wird selig.                                   | (Mt 24,13 )  |

## Orgel
Bereits 1961 wurden Überlegungen zum Einbau einer Orgel angestellt, jedoch erst 1967 realisiert. Man hatte sich für eine von Karl Theodor Kühn und Herbert Schulze entworfene Orgel entschieden, die durch die Orgelbaufirma Friedrich Euler erbaut wurde. Die mit der Wartung beauftragte Firma Orgelbau Becker erklärte die Orgel allerdings schon bald nach dem Einbau als Fehlkonstruktion, die sich nicht warten und reparieren lasse. In den folgenden Jahren wurde diese Einschätzung von verschiedenen Stellen bestätigt.
Im Jahre 1989 fiel die Grundsatzentscheidung für den Neubau einer Orgel, deren Entwurf durch Manfred Teßmer und Michael Gellermann erfolgte. Die Bauausführung übernahm die Firma Rudolf von Beckerath Orgelbau, die das Instrument 1995 fertigstellte. Es besitzt 18 Stimmen und folgende Disposition:
| I Hauptwerk C–g3 |                 |    |
| 1.               | Prinzipal       | 8′ |
| 2.               | Rohrflöte       | 8′ |
| 3.               | Oktave          | 4′ |
| 4.               | Flöte           | 2′ |
| 5.               | Sesquialtera II |    |
| 6.               | Mixtur IV       | 1′ |
| 7.               | Trompete        | 8′ |
|                  | Tremulant       |    |

| II Schwellwerk C–g3 |             |       |
| 8.                  | Gedackt     | 8′    |
| 9.                  | Koppelflöte | 4′    |
| 10.                 | Prinzipal   | 2′    |
| 11.                 | Quinte      | 1 ⁄3′ |
| 12.                 | Zimbel II   | 1⁄2′  |
| 13.                 | Cromorne    | 8′    |
|                     | Tremulant   |       |

| Pedal C–f1 |            |     |
| 14.        | Subbass    | 16′ |
| 15.        | Offenflöte | 8′  |
| 16.        | Choralbass | 4′  |
| 17.        | Fagott     | 16′ |
| 18.        | Trompete   | 8′  |

- Koppeln: 3 Normalkoppeln (II/P, II/I, I/P) und 2 Spezialkoppeln
- Spielhilfe: Setzer mit 64 Kombinationen

## Fotografien und Karte
Koordinaten: 53° 36′ 28″ N, 10° 6′ 42″ O

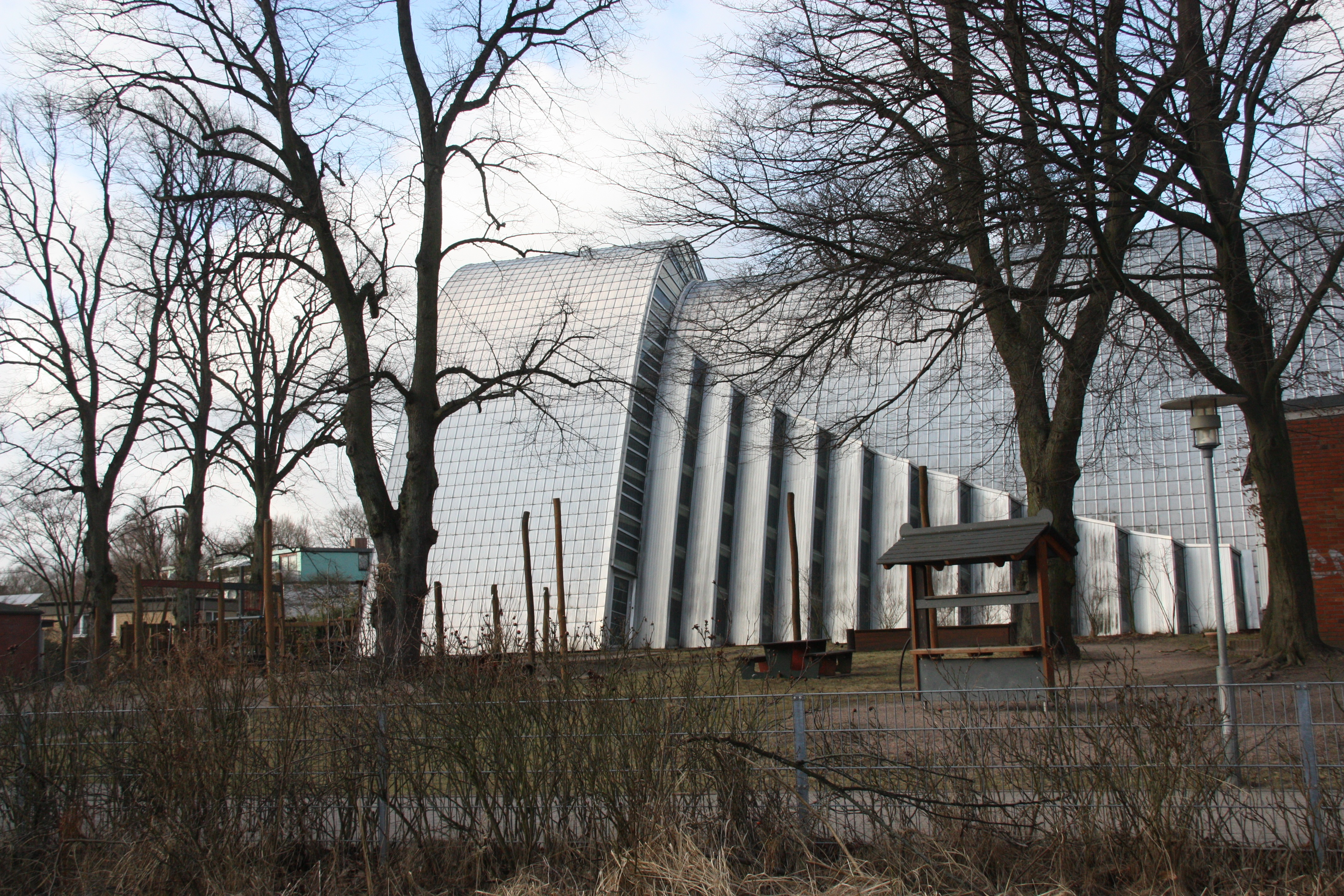
Ansicht von Süden
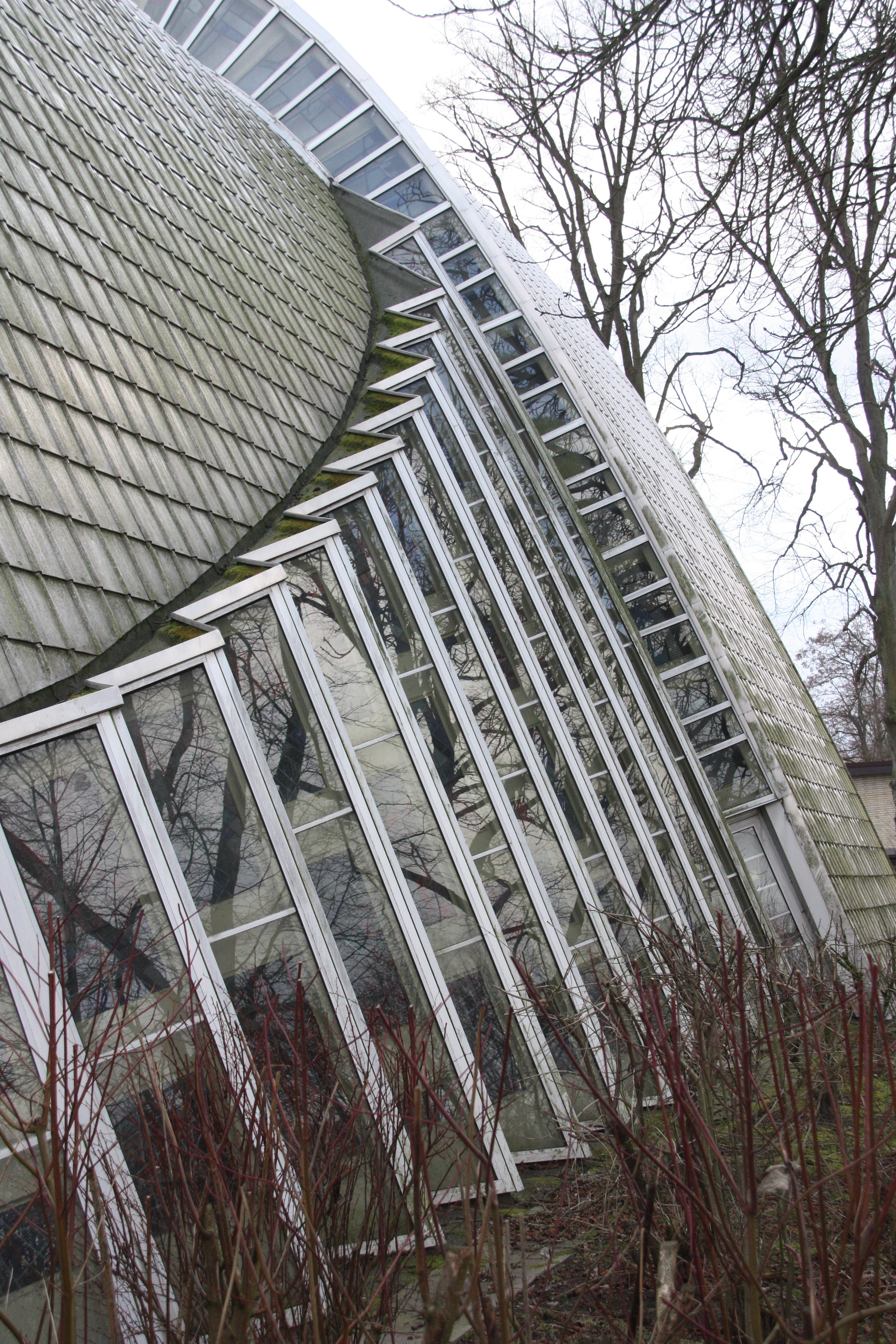
Lichteinlässe von außen
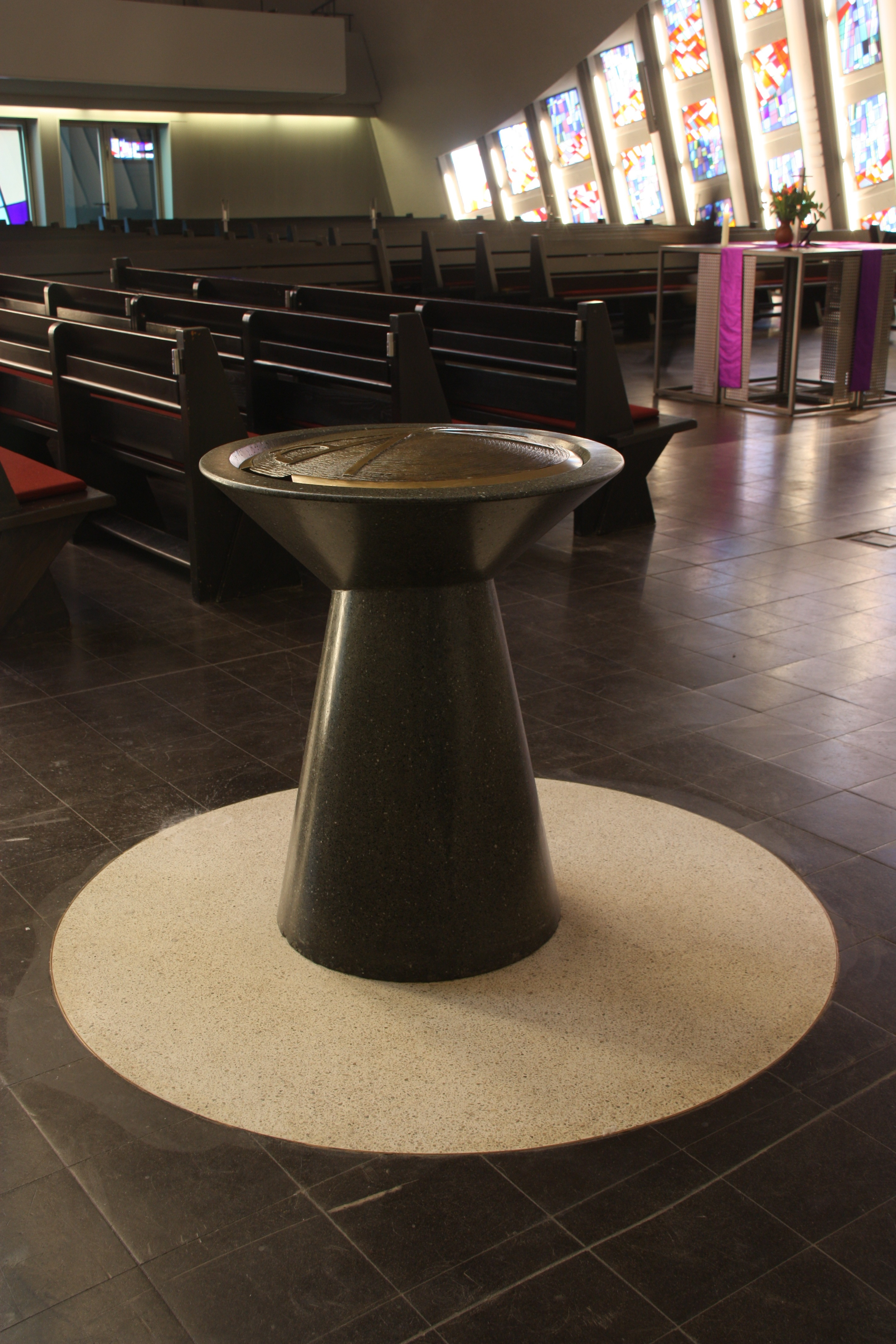
Taufbecken